# Cheval au galop (Géricault)
Pour les articles homonymes, voir Cheval au galop.
Cheval au galop est une peinture à l'huile sur toile représentant un cheval alezan nerveux au galop sous un orage, créée par Théodore Géricault. Elle est conservée au musée des Beaux-Arts de la ville de Chambéry.

## Réalisation et attribution
Cette peinture est créée entre 1800 et 1825. Elle s'inscrit dans la thématique plus large de la représentation des émotions du cheval sous l'orage en peinture, qui a inspiré de nombreux peintres tout au long du XIXe siècle. Il s'agit d'une des peintures de chevaux « pour eux-mêmes », sans présence humaine, dont Géricault est spécialiste.
Dans l'ouvrage de Bruno Chenique, cette peinture est intitulée « Cheval effrayé par la foudre ».

## Description
La peinture représente un cheval nerveux de couleur dorée sous un orage, qui court en bondissant. Le cheval est puissant, ses crins flottent « comme s'il avait été touché par la foudre » et il semble que rien ne pourrait l'arrêter. Son encolure est en hyperflexion, et la teinte dorée de sa robe fait écho à l'éclair de l'orage, donnant l'impression qu'il emmagasine la foudre.
Le tableau mesure 32,2 × 40,3 cm selon Delalex et Salomé ; 31 × 39 cm selon Chenique.

## Réception critique
Anne Woolett le qualifie de « petit tableau, grand chef d’œuvre ».

## Parcours du tableau
Le tableau est conservé au musée municipal de la ville de Chambéry, à laquelle il a été légué par M. Mesnard ; le tableau a été acquis en 1893 et est entré matériellement en 1914 au musée. En 2002, d'après Chenique, il se trouvait dans une collection privée.
Il illustre le livre de Sarah Corbett paru en 2008, Other Beasts.